# Plamének východní
Plamének východní (Clematis orientalis) je rostlina z čeledi pryskyřníkovitých (Ranunculaceae).

## Popis
Jedná se o dřevitou liánu. Listy jsou 1–2x lichozpeřené, řapíkaté. Lístky jsou úzce vejčité až kopinaté, celistvé až trojlaločné, na okraji celokrajné až zubaté, oboustranně sivé. Květy mají asi 1,8–3 cm v průměru, jsou žluté a zpravidla v chudých úžlabních vidlanech po 3 až 15 květech. Okvětní lístky jsou nejčastěji 4, jsou žluté, na vnitřní straně lysé až pýřité, na vnější pýřité, kopinaté až podlouhlé, nejčastěji 12–20 mm dlouhé a asi 3–6 mm široké. Ve skutečnosti se ale jedná o petalizované (napodobující korunu) kališní lístky, kdy korunní lístky chybí. Kvete v červnu až v srpnu. Tyčinek je mnoho. Gyneceum je apokarpní, pestíků je mnoho. Plodem je asi 3–3,5 mm dlouhá nažka, která je na vrcholu zakončená dlouhým zakřiveným odstále chlupatým přívěskem. Nažky jsou uspořádány do souplodí.

## Rozšíření
Plamének východní je přirozeně rozšířen v Asii od Číny, přes střední Asii po jihozápadní Asii, sahá až na Ukrajinu. V minulosti byl pod tímto jménem omylem udáván podobný druh plamének tangutský (Clematis tangutica), který se ve střední Evropě pěstuje jako okrasná rostlina. Plamének tangutský má však zpravidla jednotlivé květy, jen řidčeji v květenstvích až po 3, má větší květy a okvětní lístky pýřité jen vně na okraji.